# Ток (река)
Ток (на руски: Ток) е река в Оренбургска на Русия, десен приток на Самара (ляв приток на Волга). Дължина 306 km. Площ на водосборния басейн 5930 km².

## Извор, течение, устие
Река Ток води началото си от северния склон на възвишението Общ Сърт, на 281 m н.в., на 4 km северозападно от село Михайловски, в централната част на Оренбургска област. По цялото си протежение тече през хълмисти райони в широка и плитка долина, в която силно меандрира, в горното и средното течение в северозападна, а в долното течение – в югозападна посока. Влива се отдясно в река Самара (ляв приток на Волга), при нейния 276 km, на 66 m н.в., на 5 km източно от град Бузулук, в западната част на Оренбургска област.

## Водосборен басейн, притоци
Водосборният басейн на Ток обхваща площ от 5930 km², което представлява 12,75% от водосборния басейн на Самара. На юг, югозапад и северозапад водосборният басейн на Ток граничи с водосборните басейни на малки река десни притоци на Самара, на север – с водосборния басейн на река Болшой Кинел (десен приток на Самара), на североизток – с водосборния басейн на река Дьома (от басейна на Кама), а на изток – с водосборния басейн на река Сакмара (десен приток на Урал). Основен приток река Турганик (50 km, десен).

## Хидроложки показатели
Ток има смесено подхранване с преобладаване на снежното, с ясно изразено пролетно пълноводие. Среден годишен отток на 38 km от устието 12,1 m³/s. Заледява се през ноември, а се размразява през април.

## Селища
По течението ѝ са разположени множество, предимно малки населени места, в т.ч. районният център село Грачовка.